# Piotr Borkowski (elektrotechnik)
 Piotr Borkowski (ur. 1965 w Łodzi) – polski naukowiec pracujący w dyscyplinie nauk technicznych o specjalności aparaty elektryczne oraz inteligentne systemy zarządzania budynkami, nauczyciel akademicki.

## Życiorys
Obszar zainteresowań naukowych profesora Piotra Borkowskiego koncentruje się na interdyscyplinarnej problematyce badań i komputerowego projektowania materiałów stykowych. Drugim obszarem zainteresowania jest problematyka inteligentnych systemów zarządzania zasobami energetycznymi budynków. Od roku 2011 jest kierownikiem Katedry Aparatów Elektrycznych Politechniki Łódzkiej oraz kierownikiem dwóch zespołów naukowych: Zestyków Elektrycznych i Łączników Czujnikowych oraz Systemów Zarządzania Budynkami HMS/BMS.
Jest autorem ponad 90 publikacji, 3 monografii, 3 podręczników akademickich i 2 skryptów.
Był głównym wykonawcą 21 grantów KBN, MNiSW, NCN i NCBiR. W sześciu grantach pełnił rolę kierownika. Wykonał 48 prac projektowych i doświadczalnych dla przemysłu. Posiada jeden patent. Zatrudniony też był w Ośrodku Badawczo-Rozwojowym Aparatury Manewrowej Niskiego Napięcia OBR ORAM w latach 2005–2007. Pełnił tam funkcje członka Rady Naukowej OBR ORAM. Od 2009 jest członkiem Sekcji Wielkich Mocy i Wysokich Napięć Komitetu Elektrotechniki Polskiej Akademii Nauk.
Za działalność badawczą otrzymał wielokrotnie nagrody JM Rektora Politechniki Łódzkiej (1993, 1994, 1998, 2000 i 2002). Prezydium Oddziału Polskiej Akademii Nauk i Konferencji Rektorów Państwowych Uczelni Wyższych w Łodzi, przyznało mu w 2001 roku nagrodę w dziedzinie nauk technicznych, za działalność naukową.

## Najważniejsze odznaczenia
- Brązowy Medal za Długoletnią Służbę
- Srebrny Medal za Długoletnią Służbę
- Medal Komisji Edukacji Narodowej
- Zasłużony dla Politechniki Łódzkiej